# Richard Owen
Pour les articles homonymes, voir Owen.
Richard Owen (20 juillet 1804-18 décembre 1892) est un zoologiste, spécialiste en anatomie comparée et paléontologue britannique, lauréat de la Royal Medal en 1846, de la médaille Copley en 1851 et de la médaille linnéenne en 1888. Ses travaux d'anatomie comparée l'ont conduit à nommer et décrire certains grands groupes de vertébrés fossiles dont les dinosaures.

## Ses débuts
Owen est né à Lancaster, au Royaume-Uni. Il reçoit son éducation à l'école de cette ville. En 1820, il est apprenti chez un chirurgien et apothicaire local, puis devient étudiant en médecine à l'université d'Édimbourg en 1824. Il la quitte l'année suivante et finit ses études à Londres où il est influencé par John Abernethy.
Il envisage la carrière médicale habituelle mais son inclination le pousse vers la recherche en anatomie et Abernethy le pousse à accepter le poste d'assistant du conservateur du musée du Royal College of Surgeons, William Clift (en). Cette occupation le pousse à abandonner la pratique médicale et à se lancer dans la recherche. Il prépare une série de catalogues du musée ; durant ce travail, il acquiert les connaissances en anatomie comparée qui lui seront utiles pour le reste de sa carrière, spécialement pour l'étude de fossiles. En 1836, il devient professeur et en 1849 il succède à Clift comme conservateur du musée. Il occupe ce poste jusqu'en 1856 où il devient surintendant du département d'histoire naturelle du British Museum. Sa réorganisation de ce département conduira à le séparer du British Museum pour créer le musée d'histoire naturelle. Il reste à ce poste jusqu'en 1884.
Sa carrière est éclaboussée par plusieurs accusations de plagiat scientifique. Cela culmine en 1844 lorsqu'il s'attribue le crédit d'un article sur les bélemnites qui avait déjà été présenté quelques années auparavant à la Geological Society of London par Chaning Pearce. En conséquence, il est démis de ses fonctions à la Geological Society et à la Royal Society.

## Lesinvertébrés
Tandis qu'il catalogue la collection du Royal College of Surgeons, Owen ne se limite pas aux préparations déjà effectuées mais saisit aussi chaque occasion de faire de nouvelles dissections. Il bénéficie du privilège de pouvoir examiner les spécimens morts de la Zoological Society of London. Quand cette société commence à publier des articles scientifiques, ses contributions sont la principale source en anatomie. Sa première publication est Memoir on the Pearly Nautilus en 1832, rapidement considérée comme un classique. À partir de ce moment il continue son travail en anatomie comparée et en zoologie pendant près de cinquante ans. Il décrit des spongiaires (1841, 1857), découvre un parasite du muscle humain Trichinella spiralis (1835, voir aussi James Paget). Il étudie en détail des brachiopodes et met en place une classification adoptée pendant une longue période. Il décrit des mollusques tel que le spirula en 1850 et d'autres céphalopodes vivants ou fossiles et propose leur classification en deux branches Dibranchiata et Tetrabranchiata en 1832 qui devient universellement acceptée. L'arthropode Limulus est aussi l'objet d'un mémoire en 1873.

## Les vertébrés

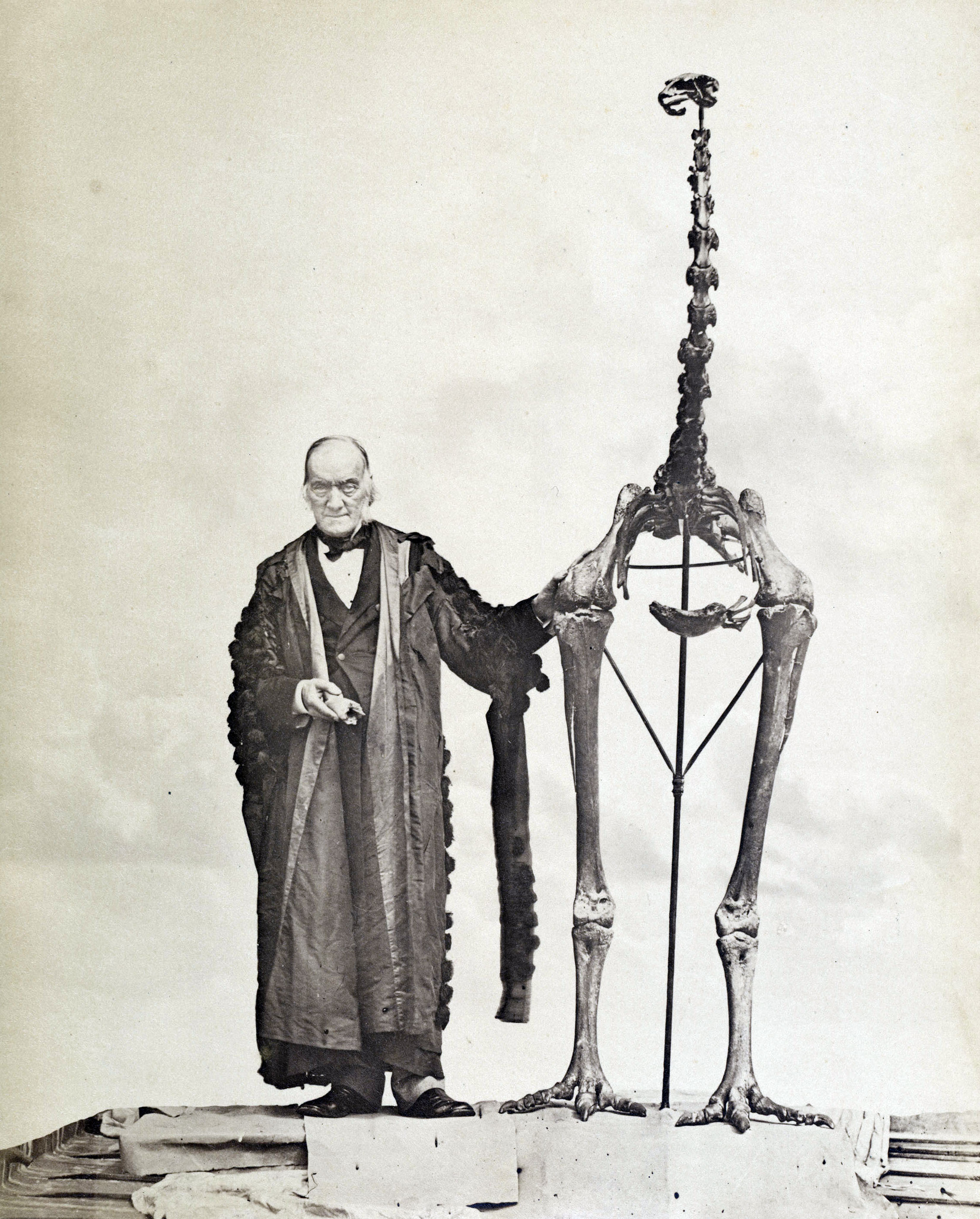
Sir Richard Owen et un squelette d'oiseau Dinornis.

Les descriptions d'Owen des vertébrés sont encore plus nombreuses que celles des invertébrés. Son Comparative Anatomy and Physiology of Vertebrates est un travail plus personnel que tout autre depuis les Leçons d'anatomie comparée de Georges Cuvier. Il a non seulement étudié des formes existantes mais aussi les restes de groupes éteints et a immédiatement suivi Cuvier dans son travail de pionnier en paléontologie des vertébrés. Tôt dans sa carrière, il fait une étude exhaustive des dents, à nouveau d'espèces existantes et éteintes. Il publie un livre abondamment illustré : Odontography (1840-1845). Il découvre et décrit la structure des dents d'un fossile qu'il nomme Labyrinthodont. Toutefois il s'engage dans une polémique, avec Gideon Mantell à propos d'une dent d'iguanodon, au cours de laquelle Mantell parvient à démontrer son erreur. Entre autres publications sur les poissons, son mémoire sur un poisson africain  qu'il nomme Prolopterus conduira à la reconnaissance par Johannes Müller de la famille des dipneustes. Il montre aussi la connexion entre les téléostéens et les ganoïdés, les groupant dans une seule classe, les téléostomes.
L'essentiel de son travail sur les reptiles est lié aux squelettes fossiles et ses principaux mémoires sur les spécimens britanniques seront réédités en quatre volumes appelés History of British Fossil Reptiles. Il publie le premier compte-rendu volumineux sur le groupe de reptiles terrestres du Mésozoïque qu'il nomme dinosaures. Il reconnaît aussi le premier le curieux groupe de reptiles du Mésozoïque primitif qui possède des affinités avec les amphibiens et les mammifères et les nomme  Anomodontia. La plupart proviennent d'Afrique du Sud et lui fournissent le matériel nécessaire à son Catalogue of the Fossil Reptilia of South Africa publié par le British Museum en 1876. Entre autres travaux sur les oiseaux, son mémoire classique sur l'aptéryx (1840-1846), une longue série sur l'espèce disparue du moa (Dinornithidae) de Nouvelle-Zélande, d'autres mémoires sur l'aptornis, le notornis, le dodo, et la grand pingouin, doivent être mentionnés. Sa monographie sur l'archéoptéryx, 1863, un oiseau denté à longue queue provenant de Bavière, a aussi marqué son époque.
Avec Benjamin Waterhouse Hawkins, Owen crée les premières sculptures grandeur nature réalistes de dinosaures. Certaines de celles-ci sont créées pour l'exposition universelle de 1851, d'autres quand le Crystal Palace est déplacé à Sydenham dans le sud de Londres. Owen y a organisé un célèbre dîner où 21 des plus fameux scientifiques de l'époque ont été invités. Les dinosaures de Crystal Palace sont toujours visibles aujourd'hui.

## Les mammifères

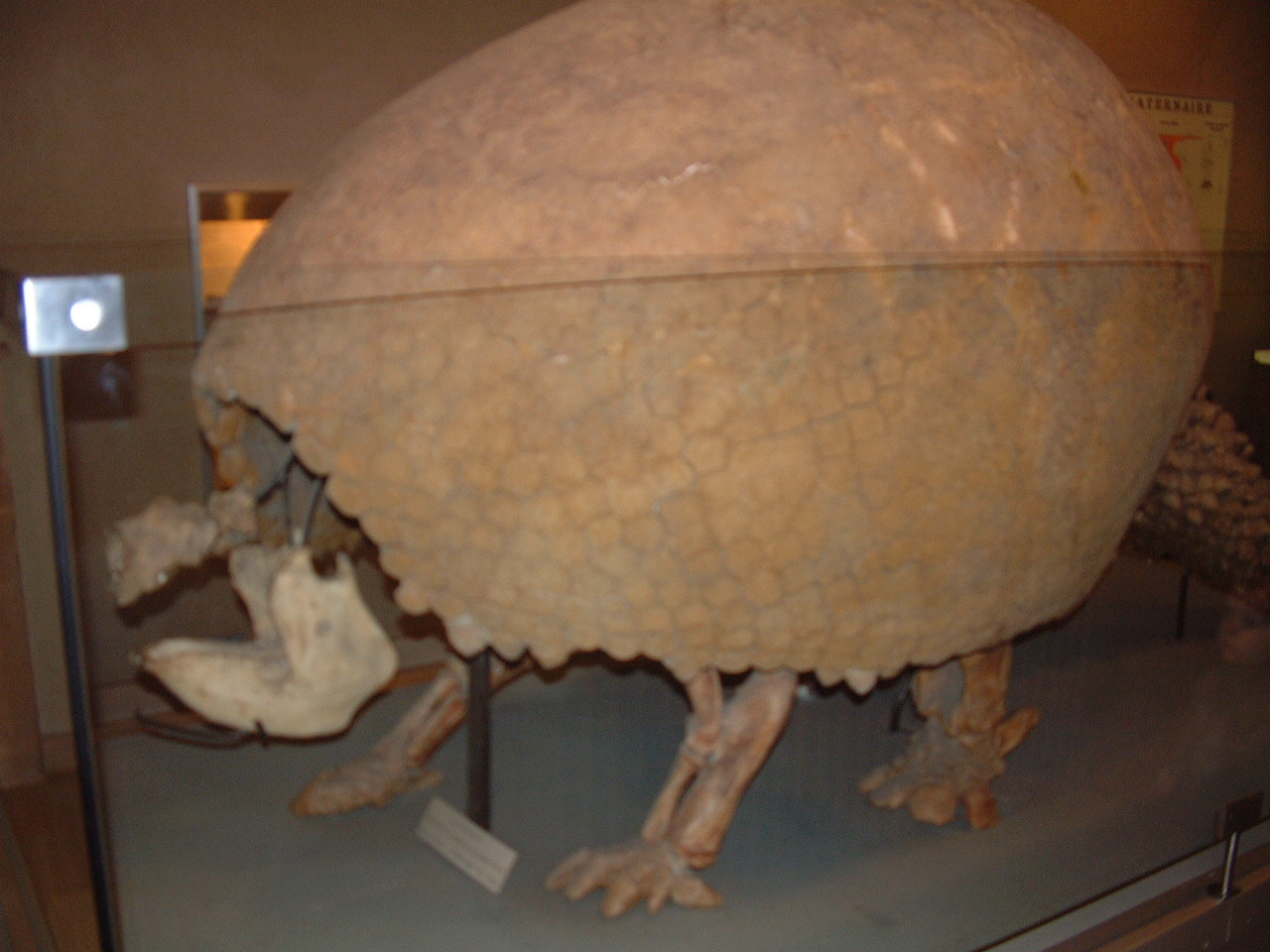
Squelette de glyptodon au muséum d'histoire naturelle de Dijon

Les contributions d'Owen les plus marquantes concernent les monotrèmes, les marsupiaux et les singes anthropoïdes. Tandis qu'il décrit des restes fossiles en 1870, il est le premier à reconnaître les deux groupes d'ongulés, ceux avec un nombre pair de doigts, les artiodactyles, et ceux avec un nombre impair de doigts, les périssodactyles. Toutefois la plupart de ses travaux sur les mammifères concernent des espèces disparues sur lesquelles son attention semble avoir été attirée par la remarquable collection de fossiles sud-américains de Charles Darwin. Les toxodons des pampas constituent la première évidence d'un ongulé disparu, un pachyderme possédant des caractéristiques des rongeurs, des édentés et des cétacés herbivores. Il découvre aussi des tatous géants qu'il nomme glyptodons (1839) et écrit des mémoires sur des espèces de paresseux géants vivant au sol, les mylodons (1842) et les mégathériums (1860) entre autres importantes contributions.
À la même époque Sir Thomas Mitchell découvre des os fossilisés en Nouvelle-Galles du Sud qui fournissent à Owen le matériel pour la première contribution d'une longue série sur les mammifères disparus d'Australie, qui sera rééditée en 1877. Il découvre les diprotodons et les thylacoleo ainsi que des espèces de kangourous et de wombats géants. Dans le même temps, il collecte des fossiles des îles Britanniques et entre 1844 et 1846 publie son History of British Fossil Mammals and Birds qui est suivie par de nombreux autres mémoires dont Monograph of the Fossil Mammalia of the Mesozoic Formations. L'un de ses derniers travaux est intitulé Antiquity of Man as deduced from the Discovery of a Human Skeleton during Excavations of the Docks at Tilbury.

## Legs scientifiques

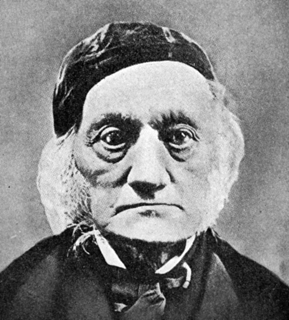
Portrait de Richard Owen

La lecture des mémoires d'Owen est laborieuse, en raison de la nomenclature utilisée et l'ambiguïté de ses modes d'expression ; sa terminologie, dont seule une faible part sera universellement reconnue, se verra donc plus ou moins négligée. Dans le même temps, il faut se souvenir qu'il est un pionnier dans la nomenclature anatomique concise et que, au moins pour les squelettes de vertébrés, ses termes sont choisis selon un schéma philosophique soigneusement réfléchi qui distingue pour la première fois clairement entre l'analogie et l'homologie. La théorie d'Owen sur les Archetype and Homologies of the Vertebrate Skeleton illustré en 1849 par On the Nature of Limbs décrit la structure des vertébrés comme consistant en une série de segments fondamentaux identiques, chacun modifié en fonction de sa position et de sa fonction. Beaucoup de ces idées sont chimériques et échouent quand on les examine du point de vue de l'embryologie, qu'Owen ignore systématiquement dans tous ses travaux. Toutefois, sa vision possède une valeur distinctive à cette époque.
Il traite rarement du problème philosophique plus profond soulevé par les progrès de la biologie. Ses généralisations ne s'étendent guère au-delà de l'anatomie comparée, des phénomènes d'adaptation à la fonction et des faits géographiques ou des distributions géologiques. Toutefois, ses leçons sur la parthénogenèse publiées en 1849 contiennent l'essence de la théorie du plasma germinatif élaborée plus tard par August Weismann. Il fait aussi plusieurs fois des allusions, mais assez vagues, à la succession des genres et des espèces et à leur possible dérive les unes des autres. Il se réfère plus particulièrement aux formes successives de chevaux (1868) et de crocodiles (1884)  et  il n'a jamais dit clairement jusqu'à quel point il admettait le  modèle de l'évolution qui a prévalu pendant soixante années de carrière avec le présupposé de l'hérédité des caractères acquis. Il se contenta de cette simple remarque : « La démonstration inductive de la nature et du mode d'opération des lois gouvernant la vie devrait dorénavant être le plus grand but des philosophes naturalistes. »

## Publications
- Memoir on the Pearly Nautilus (1832)
- Odontography (1840–1845) (2 volumes, lire en ligne)
- Description of the Skeleton of an Extinct Gigantic Sloth (1842)
- On the Archetype and Homologies of the Vertebrate Skeleton (1848)
- History of British Fossil Reptiles (4 vols., 1849–1884)
- On the Nature of Limbs (1849)
- Palæontology or a Systematic Summary of Extinct Animals and Their Geological Relations (1860)
- Archaeopteryx (1863)
- Anatomy of Vertebrates (1866) Image from
  - Disponible sur Google Books:
  - Volume I, Fishes and Reptiles
  - Volume II, Birds and Mammals
  - Volume III, Mammals
- Memoir of the Dodo (1866) Livre complet sur Wiki commons
- Monograph of the Fossil Mammalia of the Mesozoic Formations (1871)
- Catalogue of the Fossil Reptilia of South Africa (1876)
- Antiquity of Man as deduced from the Discovery of a Human Skeleton during Excavations of the Docks at Tilbury (1884)